# Kuszewo (Grande-Pologne)
Pour les articles homonymes, voir Kuszewo.
Kuszewo (prononciation : [kuˈʂɛvɔ]) est un village polonais de la gmina de Skoki dans le powiat de Wągrowiec de la voïvodie de Grande-Pologne dans le centre-ouest de la Pologne.
Il se situe à environ 10 kilomètres à l'est de Skoki (siège de la gmina), 15 kilomètres au sud-est de Wągrowiec (siège du powiat), et à 41 kilomètres au nord-est de Poznań (capitale de la Grande-Pologne).

## Histoire
De 1975 à 1998, le village faisait partie du territoire de la voïvodie de Poznań.

Depuis 1999, Kuszewo est situé dans la voïvodie de Grande-Pologne.